# Abbaye de Dieleghem
L'abbaye de Dieleghem (en néerlandais : Abdij van Dielegem) a pour origine un prieuré fondé par les Chanoines réguliers de saint Augustin en 1095, élevé en abbaye en 1106. Installée d'abord à Wolvertem dans le Duché de Brabant (actuellement Brabant flamand), la communauté monastique se serait choisi ensuite un autre lieu, Dieleghem (dans l'actuelle commune de Jette, dans la région de Bruxelles-Capitale). À partir de 1140 ou 1210 (selon la source), l'abbaye fut rattachée à l'ordre des Prémontrés.
Dès le XIVe siècle, l’abbé de Dieleghem fut membre des États de Brabant, puis en 1532, mitré, il obtint certains privilèges épiscopaux. En 1578, en pleine guerre de religions, l’abbaye fut investie par les Brabançons en révolte contre la politique répressive de Philippe II d'Espagne. Elle mettra longtemps avant de se relever. Elle s'est alors lancée dans de nouveaux travaux somptuaires, dans le style baroque. Mais arrivent les guerres d’expansion incessantes que mène Louis XIV qui causent troubles et désolation. L’abbaye est ravagée.
Au XVIIIe siècle, les abbés de Dieleghem se sont lancés dans d’importants travaux d’agrandissement et d’embellissement de leurs bâtiments sous la houlette de l’architecte Laurent-Benoît Dewez. Ces travaux furent réduits à néant par l’annexion des Pays-Bas autrichiens à la France le 1er octobre 1795. L'abbaye fut supprimée par la loi du 1er septembre 1796 qui supprimait tous les ordres et congrégations religieuses. Les moines de Dieleghem furent chassés, les propriétés de l’abbaye furent mises en vente publique, avec obligation de démolir les principaux édifices comme l'église. Seuls ont survécu le porche d’entrée, une partie de la clôture et la demeure abbatiale.

## Héraldique
Alors que la petite communauté d'origine grandissait et gagnait son autonomie par la fondation de l'abbaye en 1106, elle se choisit Diligam te Domine pour devise et le pélican pour armoiries. S’ouvrant le flanc droit à coups de bec pour abreuver ses petits de son sang, le pélican est devenu un symbole religieux du sacrifice du Christ pour la rédemption de l’humanité.

## Géographie
Au début, l'abbaye de Dieleghem est une abbaye située sur la section Wolvertem, en Belgique, dans la province du Brabant flamand, puis elle a déménagé à Dieleghem qui se trouve aujourd’hui la commune de Jette, à 5 km au nord-ouest de la ville de Bruxelles, dans la région de Bruxelles-Capitale. Le choix du nouveau site présentait de nombreux avantages : la proximité d’une route importante reliant Bruxelles à Wemmel et Merchtem, des terres alluvionnaires à cultiver, l’abondance de pierres de carrière, la garantie d’une certaine sécurité.
Au cours de son histoire, les marécages autour de l’abbaye ont été soit assainis, soit convertis en viviers dont les excédents piscicoles étaient vendus au marché. Les terres ont été défrichées et mises en culture, les gisements de pierre calcaire et de terre à briques des alentours furent exploités. D’un gris légèrement brunâtre, le calcaire lédien était connu sous le nom de pierre de Baelegem. Une petite dizaine de ces carrières de pierre à ciel ouvert ont pu être recensées. Au terme de leur exploitation, à la fin du XVIIIe siècle, elles ont été boisées.
De la propriété de l’ancienne abbaye de Dieleghem ne subsistent aujourd’hui que trois zones boisées — bois du Laerbeek, Poelbosch, bois de Dieleghem — reliées entre elles par les allées du parc Roi Baudouin. Elles ont en commun d’avoir servi de carrières de pierre calcaire aux moines pour la construction de l’abbaye d’abord, d’autres édifices religieux ensuite — comme la tour nord de la cathédrale Saints-Michel-et-Gudule, l’ancienne église des jésuites édifiée place de la Justice par Jacques Franquart, l’église Notre-Dame au-delà de la Dyle à Malines — et, avec moins de succès, de quelques maisons de la rue Ducale. Toute la région comprise entre Berchem-Sainte-Agathe, Itterbeek et Schepdaal et autour d’Asse était exploitée pour la richesse de son sous-sol dès le XIe siècle.
Bien plus que la crise des débouchés causée par la fin de l’Ancien Régime, ce sont apparemment les multiples sources qui ont eu raison des galeries et tranchées des carrières qui, à force d’être creusées, se remplirent d’eau et finirent par s’effondrer. Les terrains ainsi libérés étant impropres aux cultures, les moines choisirent d’y planter des arbres. Le choix du hêtre a, sans doute, été dicté par le modèle imposé par les Autrichiens dans la forêt de Soignes toute proche.

## Historique

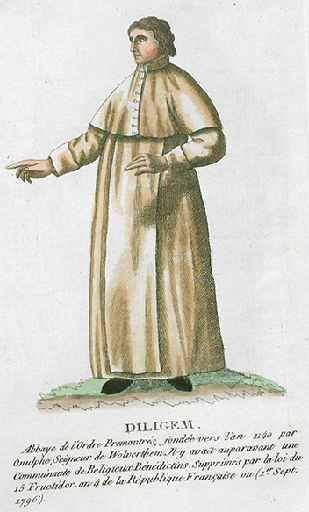
Chanoine de Dieleghem.

### Origine de la fondation
L’origine de l'abbaye demeure assez mystérieuse. Elle semble avoir été d'abord un chapitre séculier au XIe siècle.
La fondation officielle de la communauté de chanoines réguliers de saint Augustin, réunis dans un prieuré, remonte à 1095. Elle est attestée par une charte de l’évêque de Cambrai, Gaucher, appuyée par Onulphe, seigneur de Wolvertem, qui fit don des terrains nécessaires, d’une brasserie, de l’alleu du moulin à eau, de la dîme de Melsbroek et de la moitié de celle de Wolvertem. Mais il n’est pas exclu que des moines aient séjourné plus tôt à l’abri de la ferme Auwderheyden — ou 't hof Taleghem — située entre les actuelles rues Léopold Ier et Léon Théodor. Le prieuré est élevé en abbaye en 1106.
La guerre de Grimbergen aurait contraint la communauté de quitter la ferme, qui figure toutefois dans le patrimoine de l’abbaye jusqu’à la fin de l’Ancien Régime. Lors de son déménagement à Dieleghem en 1140(aujourd'hui dans la commune de Jette), la communauté adopte la réforme de saint Norbert, archevêque de Magdebourg, à l’origine de l’ordre des Chanoines réguliers de Prémontré. Sa doctrine a été propagée en Belgique par Hugues de Fosses. Fidèle à la règle de vie communautaire prônée par saint Augustin, l’abbaye attache une importance particulière à la pauvreté volontaire de ses membres, en rupture avec les pratiques ecclésiastiques de l’époque. Elle se consacre à l’accueil des pauvres et des pèlerins, à la prédication et à la liturgie.
Vers 1210, Henri, seigneur de Zottegem, cède ses terres jettoises, connues sous le nom de Dieleghem, à l’abbaye qui en adopte désormais le nom. Celle-ci détient alors près de la moitié du territoire de Jette, situé entre la chaussée Romaine et le Molenbeek. Cette situation va perdurer jusqu’à la fin de l’Ancien Régime.

### Prestige et rayonnement de l'abbaye
À partir de 1217, l'abbaye nouvellement rattaché aux Prémontrés reçoit le patronage de plusieurs églises comme celles de Jette, Ganshoren, Denderleeuw, Wolvertem, Meise, Wemmel, Rossem, Neder-Over-Heembeek, etc. Elle bénéfice de nombreuses donations de biens fonciers dans ces villages et aux alentours. Quant à l'abbé de Dieleghem, il est membre des États de Brabant dès le XIVe siècle, mitré en 1532, c'est-à-dire qu'il reçoit certains privilèges épiscopaux sans être évêque.
Le rayonnement de l’abbaye de Dieleghem, qui fluctue selon les époques, est donc important, desservant neuf paroisses et contribuant à la vie économique, sociale et culturelle de la localité. Saisonniers et ouvriers sont employés à la construction et à l’entretien de l’important patrimoine immobilier, à l’exploitation agricole et forestière et aux tâches domestiques.
Des artistes de renom travaillent à l’embellissement des lieux tandis que la ferveur de la communauté fluctue en fonction des circonstances historiques et de la personnalité de ses abbés. À l’aube du XIVe siècle, elle accueille les reliques de saint Blaise, offerte par Marguerite d'York, épouse du duc Jean II de Brabant, et attire les pèlerins. Ancien médecin, devenu évêque de Sébaste en Cappadoce, ce martyr des débuts de l’Église est très populaire au Moyen Âge. Patron de nombreuses institutions hospitalières, il est invoqué contre la peste et les infections cutanées. La nouvelle vocation de l’abbaye attire échoppes de marchands et auberges qui forment une petite bourgade autour d’elle.

### Les vicissitudes de l’histoire
À plusieurs reprises, l’abbaye de Dieleghem est victime innocente des conflits qui opposent les seigneurs du duché de Brabant à leurs ennemis. Vis-à-vis de l'abbaye, la proximité de la ville en fait un poste avancé pour toutes les troupes de passage. À chaque fois, après un exode forcé dans le refuge qu’elle possède dans le quartier Saint-Géry, la communauté monastique se met courageusement à l’ouvrage pour relever les bâtiments de leurs cendres :
- par exemple, la guerre de Grimbergen qui oppose pendant plus de trente ans — de 1142 à 1179 — les ducs de Brabant aux Berthout sème régulièrement la désolation dans les campagnes autour de Bruxelles. Jette et son abbaye sont prises à partie dans un conflit qui ne les concerne pas, semant destructions et famines récurrentes ;
- autre exemple, victime de l’indiscipline et de la cruauté gratuite des troupes du seigneur de Ravenstein, le monastère et ses dépendances sont la proie des flammes en février 1489. Soutenues par Philippe de Clèves, les villes brabançonnes tentaient de résister à la volonté centralisatrice du régent des Pays-Bas bourguignons, Maximilien Ier de Habsbourg, qui finit par les reprendre en main après leur défaite à la léproserie de Danenbrück, près de Tirlemont. Tout est à reconstruire six ans plus tard, lorsque les moines dispersés reviennent sur leur terre[note 1] ;
- en 1578, en pleine guerre de religions, l’abbaye est investie par les Brabançons en révolte contre la politique répressive du roi d’Espagne, Philippe II. Les Brabançons veulent en effet éviter que les troupes de don Juan d’Autriche ne se servent de l'abbaye comme d'une base avancée. Le prétexte est d’ailleurs le même pour investir toutes les abbayes autour de la capitale. Après avoir ruiné son patrimoine artistique, les Brabançons transforment donc l'abbaye en citadelle. Ils y resteront sept ans avant d’en être chassés à la suite de la capitulation de Bruxelles obtenue par Alexandre Farnèse. L’abbaye mettra longtemps avant de se relever.

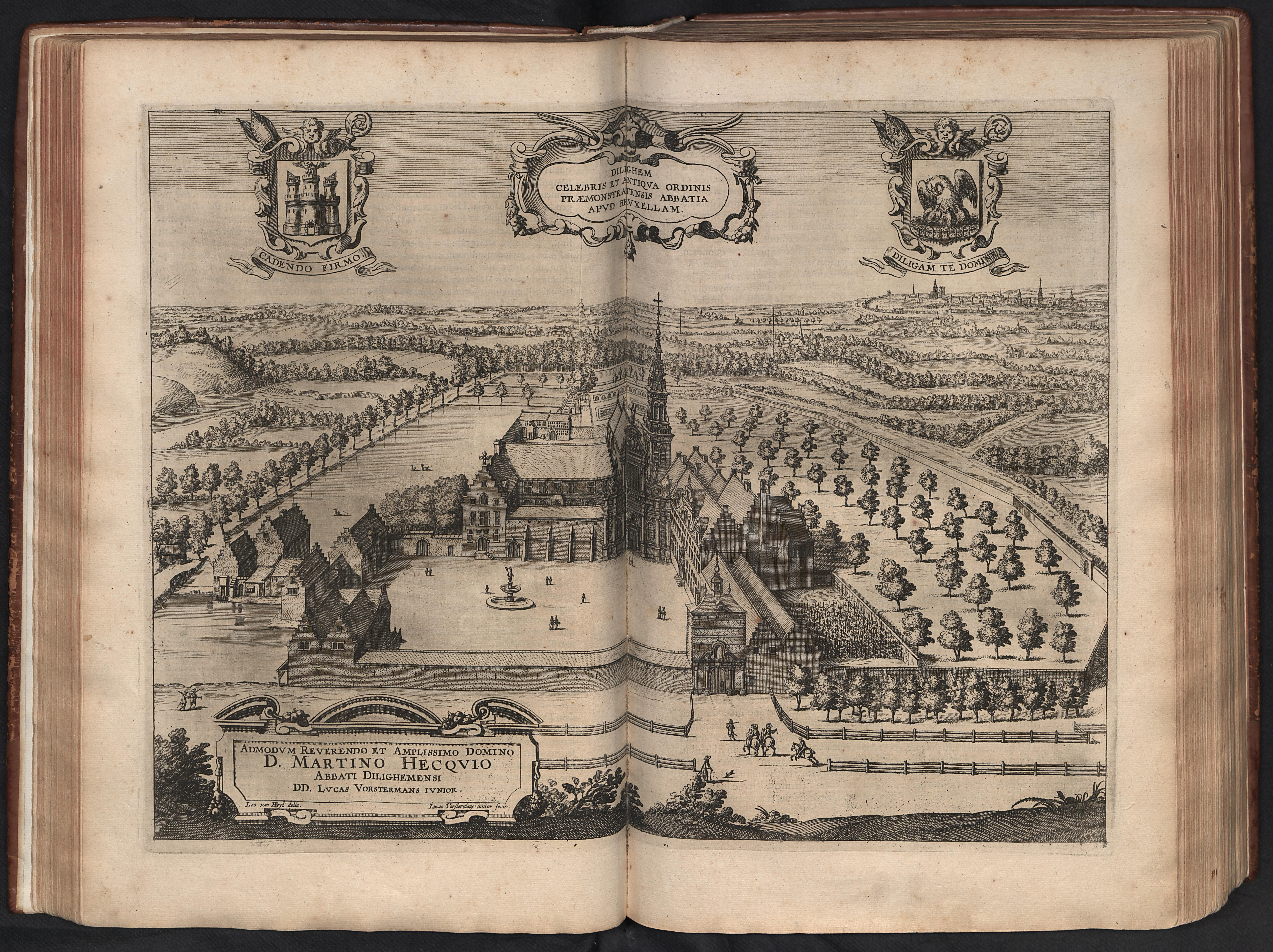
L'abbaye de Dieleghem au XVIIe siècle (par Antoine Sandérus dans Chorographia sacra Brabantiae - 1659)

Après la restauration de la vie communautaire — apurement des dettes, reconstructions de la ferme toute proche et de la cure de Wolvertem — l'abbaye se lance dans de nouveaux travaux somptuaires puisqu'elle décide la transformation des bâtiments principaux dans le style baroque. Le nouvel édifice baroque, symbole de la Contre-Réforme, ne sera achevé qu’en 1721. Entretemps, sa façade, jugée trop simple, aura été rehaussée et dotée d’une tour à carillon octogonale. 
Ce sont alors les guerres d’expansion incessantes que mène le roi Soleil vers ses voisins qui causent troubles et désolation.
Période de fastes et de mondanités pour nombre d’abbayes de ces contrées, le XVIIIe siècle sonne rétrospectivement comme un chant du cygne. À l'instar de leurs voisins, les abbés de Dieleghem se lancent dans d’importants travaux d’agrandissement et d’embellissement de leurs bâtiments sous la houlette de l’architecte des palais royaux et bâtiments publics, Laurent-Benoît Dewez (1731-1812), dont les interventions s’étalent de 1775 à 1791. Ces travaux ostentatoires autant que ruineux sont réduits à néant par l’annexion des Pays-Bas autrichiens à la France Républicaine le 1er octobre 1795. Il ne reste aujourd'hui de l'abbaye que le porche d’entrée, une partie de la clôture et la demeure abbatiale.

## Les vestiges de l'abbaye
De l'abbaye, il ne reste que le quartier de l'abbé érigé sous l'abbatiat de J. B. Van den Daele en 1775. C'est un bâtiment rectangulaire en pierres blanches brabançonnes aux baies multiples, avec un toit à la Mansart. La vaste salle de l'étage est richement décorée en style Louis XVI. Le plafond est à balustrade et à coupole. Cette salle à l'acoustique remarquable est utilisée pour des concerts de musique classique et des expositions temporaires.
La demeure abbatiale fut occupée par le savant égyptologue Jean Capart et sa famille entre 1898 et 1929. Elle a pu facilement être transformée en luxueuse demeure située au no 14 de la rue Tiebackx. Ce bâtiment de style néo-classique a encore servi de maison de campagne, de refuge à des jésuites portugais en exil, d’hospice de la Ville de Bruxelles et de paroisse provisoire avant d’être racheté par la commune de Jette à l’état de ruine, à la suite d'une délibération du conseil communal du 17 janvier 1950, pour y abriter le musée communal.
Dans l'attente de la construction de la nouvelle paroisse Saint-Joseph située à proximité, le rez-de-chaussée de cette demeure a servi d'église temporaire entre 1929 et 1954. Elle est desservie par des chanoines prémontrés de Grimbergen. Après bien des hésitations sur son opportunité, la restauration du presbytère, protégé comme monument historique (1953), est entreprise entre 1967 et 1972 sous l’égide de l’architecte Simon Brigode de façon à abriter enfin le musée communal de Jette.
En définitive, la création des nouvelles rues du quartier Saint-Joseph a entraîné la disparition des derniers vestiges de l’abbaye encore debout. Toute la toponymie du quartier rappelle l’ancienne abbaye : rue de l'abbaye de Dieleghem, drève de Dieleghem, chaussée de Dieleghem, bois de Dieleghem, etc.